# غريغ غلوفر
غريغ غلوفر (بالإنجليزية: Greg Glover)‏ هو مقدم برامج إذاعية أمريكي، ولد في 13 أبريل 1969 في دالاس في الولايات المتحدة.